# هاو بينغ
هاو بينغ (بالصينية: 郝平) هو مؤرخ صيني، ولد في 1959 في تشينغداو في الصين.